# Xylophanes böttgeri
Xylophanes böttgeri är en fjärilsart som beskrevs av Rothschild 1894. Xylophanes böttgeri ingår i släktet Xylophanes och familjen svärmare. Inga underarter finns listade i Catalogue of Life.